# Boleslav III. Poljski
Boleslav III. Poljski ali Bolesalav Krivousti, knez Poljske, * 20. avgust 1086, † 28. oktober 1138.
Boleslav III. je bil v letih 1102-07 knez Šlezije ter krakovskega in sandomierskega območja in v letih 1107-38 knez Poljske. Skušal je voditi samostojno, od cesarstva neodvisno politiko. Izpeljal je pokristjanjevanje na Pomorjanskem. Z oporoko je razdelil ozemlje države med svoje sinove in dal vrhovno oblast najstarejšemu sinu.

## Združitev Poljske in utrditev oblasti
Boleslav je bil drugi sin kneza Vladislava I. Hermana in edini sin iz njegovega drugega zakona, z Judito, hčerko češkega vojvode Břetislava II. Imel je starejšega polbrata, Zbigniewa, iz očetovega prvega zakona s Pomorjanko, ki ga katoliška cerkev ni priznavala.
Boleslavov oče je bil šibek vladar, povsem odvisen od odločitev svojega palatina, grofa Sieciecha, ki je dejansko vladal Poljski. Grof si je s svojim diktatorskim vladanjem ustvaril med poljskimi velikaši veliko nasprotnikov, ki so po nekaj letih borb z njim vendarle dosegli, da ga je Vladislav Herman izgnal, ozemlje države pa razdelil medse in svoja dva sinova. Potem ko je oče leta 1102 umrl, je bila Poljska razdeljena na dve državi: starejši Zbigniew je vladal na Velikopoljskem, Kujaviji in (dotlej očetovi) Mazoviji, njegov mlajši polbrat Boleslav pa v Šleziji, območju Krakova in Sandomierza in na ozemlju Lubusz (med rekama Odro in Soree).
Na severozahodu so na poljska ozemlja mejili poganski Pomorjanci, ki so s pogostimi vpadi proti jugu ogrožali poljske posesti. Miroljubni Zbigniew je nameraval z njimi skleniti mir. Nasprotno je ambiciozni Boleslav njihovo ozemlje, dokaj bogato s središči obrtne proizvodnje in baltskimi pristanišči (Kołobrzeg, Wolin, Szczecin, Uznam), prikazal poljskim vitezom in plemstvu kot bogat vojni plen in jih s tem pridobil na svojo stran. Povezal se je z Ogrsko in Kijevsko Rusijo in začel združevati Poljsko. Leta 1107 je premagal in izgnal Zbigniewa, ki se je zatekel v Nemčijo.
Boleslav se je leta 1108, ko je pomagal svojemu zavezniku, madžarskemu kralju Kolomanu, zapletel v spopad z nemško-češko vojsko in leta 1109 njen napad pred Vroclavom uspešno odbil. Mir na jugozahodni meji si je zagotovil tako, da je pristal na plačevanje davka cesarju Henriku V. Po drugi strani je izkoristil nasledstvene težave na Češkem in dosegel, da se je novi češki vojvoda Vladislav I. leta 1111 odpovedal davku za Šlezijo (ki so ga Poljaki plačevali od leta 1054).
Boleslav je po ureditvi odnosov s cesarstvom in Češko dovolil Zbigniewu, da se je vrnil domov. Dodelil mu je apanažo, a ga že leta 1112 obdolžil naklepa prevzema oblasti in ga dal oslepiti. Kruto dejanje je razburilo vso poljsko javnost. Gniezenski nadškof je Boleslava izobčil, a je izobčenje preklical, ko se je grešnik javno pokesal in se odkupil z romanji in darili.

## Pokristjanjevanje Pomorjanskega. Slabljenje države
Rešitev konflikta s Svetim rimskim cesarstvom in Češko ter poroka z nemško princeso Solomeo von Berg-Schelklingen so Boleslavu omogočili, da je drugi del svojega vladanja posvetil zavzetju Zahodnega Pomorjanskega. Leta 1113 je zavzel utrdbe vzdolž reke Noteć, ki so varovale pomorjansko mejo. Potem si je do leta 1120 v treh etapah podredil Pomorjansko in deželo Lubusz (ki jo je Poljski leta 1109 odvzel Henrik V.) in zavzel Szczecin. Pomorjanski vojvoda Vartislav I. je moral priznati poljsko nadoblast, pristati na plačevanje davka in na pokristjanjenje dežele. Boleslav je Gdansko Pomorjansko vključil v poljsko državo.
Vendar pokristjanjevanje ni potekalo gladko. Od vojn razredčeno prebivalstvo je odklanjalo češke škofe, zavrnili so tudi španskega škofa Berharda. Šele bamberški škof Oton
,
ki je pokristjanjeval od leta 1124, je bil uspešen. Ustanovljene so bile škofije Kruszwica, Włocławek in Lubusz. 
Boleslav je utrjeval odnose s sosedi tudi s porokami svojih številnih otrok.
Leta 1125 je umrl cesar Henrik V. Boleslav se je izognil poklonitvi novemu nemškemu kralju Lotarju III. in je nehal plačevati davek Svetemu rimskemu cesarstvu.
Leta 1132 je Boleslav nepremišljeno posegel v ogrski nasledstveni spor in ponovno zapletel Poljsko v vojno z Ogrsko in tudi Češko. Vojno je izgubil in češki vladar je za razsodnika v sporu izbral cesarja Lotarja III. Leta 1135 je bil Boleslav tako prisiljen udeležiti se dvornega sveta v Merseburgu, kjer je moral priznati pokorščino cesarju, dobil v zameno baltski otok Ruegen in Zahodno Pomorjansko, prevzel vazalske obveznosti za ta ozemlja in moral plačati zaostali davek za leta od smrti Henrika V.
Boleslavu se je poslabšal položaj tudi doma. Med plemstvom se je širilo nezadovoljstvo in težnja po razkosanju dežele. Da bi našel kompromis med delitvenimi težnjami in potrebami državne enotnosti, je v svojem testamentu, sestavljenim skupaj s škofi in velikaši, podal nasledstveno načelo, po katerem se država razdeli na vladarjeve sinove v obliki dednih kneževin; najstarejši sin, senior, dobi tudi vrhovno oblast nad mlajšimi brati; vsakokratnemu seniorju pripadajo poleg dedne kneževine še "seniorsko ozemlje" (sestoječe iz krakovskega in sandomierzskega območja) z glavnim mestom Krakov in nadoblast nad Zahodnim in Gdanskim Pomorjanskim; to ozemlje naj bi dajalo vsakokratnemu imetniku izrazito ekonomsko, vojaško in politično premoč.
V praksi je potem najstarejši brat, Vladislav II. Izgnanec, ki je po Boleslavovi smrti prevzel vlogo seniorja, prekršil nasledstveno načelo in si skušal neupravičeno povečati dedno ozemlje. Bratje so se temu uprli; Poljska je za naslednji dve stoletji stopila na pot neizbežnega fevdalnega razkosanja.

## Boleslavove žene in otroci
Boleslav se je poročil dvakrat. 
Prvi zakon (1102) z Zbislavo († ~1114), hčerko kijevskega velikega kneza Svjatopolka II., je obrodil dva potomca:
- Vladislav II. Izgnanec (1105-1159), knez senior v letih 1138-46 ∞ Agnes Bamberška, hčerka avstrijskega mejnega grofa Leopolda III. Avstrijskega in njegove druge žene Agnes, hčerke cesarja Henrika IV.
- hči ∞ ruski knez Vsevolod Davidovič, knez Muroma.

Drugi zakon (1115) s Salomeo, hčerko grofa Henrika von Berg-Schelklingen, je prinesel 6 sinov in 8 hčera:
- Lešek (1115 - pred 1131)
- Kazimir starejši (1117/1122-1131)
- Boleslav IV. Kodravi (1125-1173), knez senior v letih 1146-73
- Mješko III. Stari (1126/27-1202), knez senior v letih 1173-77, 1190/91 in 1194
- Henrik Sandomirski (1127/31-1166)
- Kazimir II. Pravični (1138-1194), knez senior v letih 1177-94
- Rycheza (Ryksa) (1116/17- po 1155) ∞ 1) danski princ Magnus Nilsson; 2) Vladimir, knez kneževine Minsk-Grodno; 3) švedski kralj Sverker I.
- Zofija (~1120-1136)
- Gertruda (1126/1135-1160), nuna v Zwiefalten
- Dobronjega Ludgarda (Dobronega Lucardis) (1128/1135-1160/1181) ∞ lužiški mejni grof Dietrich
- Judita (1133-1175) ∞ 1) ogrski kralj Ladislav II.; 2) mejni grof Oton I. von Brandenburg
- Neža (1137- po 1181) ∞ kijevski veliki knez Mstislav II.
- Pribislava († po 1156), ∞ pomorjanski vojvoda Ratibor I.
- hči ∞ Konrad, grof von Plötzkau in mejni grof Severne marke.